# Fort Gay
Fort Gay est une ville américaine située dans le Comté de Wayne en Virginie-Occidentale. En 2020, sa population était de 677 habitants.
D'abord connue sous le nom de Cassville, qu'elle partage avec une autre localité de Virginie-Occidentale, la ville prend le nom de Fort Gay en 1932, en référence à un fort proche datant de la Guerre de Sécession.